# Fond Lahaye
Fond Lahaye est un village dépendant de la commune martiniquaise de Schœlcher (parfois orthographié Fond Lahayé et couramment prononcé Fond Layé).

## Histoire
Fond Lahayé est le principal hameau de la ville. Il a été construit à l'emplacement d'une ancienne propriété qui appartenait à la famille Lahayé. Cette propriété échut à la Demoiselle La Haye qui par son mariage devint Baronne d'Arros. Ses enfants héritèrent du domaine mais le vendirent. Fond Lahayé a eu divers propriétaires dont Jules Sévère, ancien Maire de la ville.
En 1898 le domaine fut rattaché à la commune. Quelques années plus tard, ces terres seront achetées par la colonie pour reloger les sinistrés des communes du Carbet et du Prêcheur après l'éruption de la Montagne Pelée en 1902.

### Urbanisme
Les habitations se concentrent autour de l'embouchure de la rivière Fond Lahaye, puis se dispersent dans la vallée.
Aujourd’hui, on trouve  au quartier Fond Lahayé une école maternelle, une école primaire, une crèche municipale, un dispensaire, un comité d'intérêt de quartier ainsi que des lieux d’activités sportives et ludiques.
La pêche est une activité très importante du quartier. La présence d’une digue témoigne du passé colonial du site.